# Id (album)
Id (stilizirano kot ID) je debitantski album slovenske rock skupine Siddharta, izdan leta 1999. Ime je dobil po Freudovi psihoanalitični teoriji osebnosti. V intervjuju z revijo Mladina je producent Dejan Radičević dejal, da se je po zvoku albuma želel približati pesmim angleške skupine Radiohead. Pri založbi Nika Records je leta 2009 izšel ponatis albuma z nekoliko drugačno naslovnico.

## Ozadje
Leta 1998 je Siddharta začela s snemanjem svojega prvega albuma v Studiu Tivoli. V sodelovanju z Dejanom Radičevičem in Andersom Kallmarkom, ki je med drugim sodeloval tudi z angleško skupino Massive Attack, so med aprilom 1998 in februarjem 1999 posneli prvenec z naslovom Id, ki so ga do danes prodali v 13.000 izvodih (platinasta naklada). Na snemanju je bil navzoč še klaviaturist Tomaž Okroglič Rous, ki je pozneje postal član zasedbe. Album je skupina promovirala maja leta 1999 v klubu Hound Dog, doživel pa je dober odziv medijev. Poleg samostojnih koncertov v klubskih okvirih so nastopili še na Rock Otočcu kot predskupina bolj znanih skupin Liquido in Dog Eat Dog ter v ljubljanskih Križankah, kjer so bili predskupina finske zasedbe Leningrad Cowboys.
Septembra 1999 je Siddharta od založbe McMillan prestopila h glasbeni založbi Multimedia Records, ki je licenčni zastopnik mnogo večjega producentskega podjetja Universal Music Group. Hkrati je prišlo tudi do zamenjave menedžmenta, ki ga zdaj vodi Iztok Kurnik, za odnose z mediji pa skrbi Blaž Gregorin.
Plošča Id je pri novi založbi je znova izšla konec oktobra 1999, skupina pa ji je dodala še svojo prvo avtorsko skladbo Stipe. Sledil je videospot za pesem »Pot v X«, s katerim je Siddharta svoje ime predstavila širši javnosti.
Z izidom prve plošče je skupina še istega leta začela vseslovensko turnejo in do konca leta imela petdeset odrskih nastopov v živo. Z odigranimi se ji je povečala medijska prepoznavnost, saj so v zvezi s ploščo Id dali več kot sto petdeset intervjujev.
Nato je zasedba posnela nov videospot za skladbo Lunanai, ki je bil dokončan konec aprila 2000. Tako je izdala svoj prvi EP s posnetki v živo in naslovno skladbo Lunanai, pri kateri so k sodelovanju povabili pevca Vlada Kreslina. Siddharta je v tem obdobju nastopala na vseh glasbenih prireditvah, na katerih podeljujejo nagrade za medijske in glasbene dosežke, od leta 2000 naprej pa so jih začeli prejemati tudi sami.

## Seznam pesmi
Vse pesmi je napisal in uglasbil Tomi Meglič, razen kjer je to označeno.
| Št.             | Naslov                             | Dolžina |
| --------------- | ---------------------------------- | ------- |
| 1.              | „Indija‟ (T. Meglič, Primož Benko) | 3:49    |
| 2.              | „Pot v X‟                          | 4:07    |
| 3.              | „L.E.‟                             | 4:38    |
| 4.              | „Le mavrica‟                       | 3:32    |
| 5.              | „Farmer‟                           | 2:55    |
| 6.              | „Črnobelo‟                         | 3:50    |
| 7.              | „Lunanai‟                          | 4:04    |
| 8.              | „Siddharta‟                        | 6:31    |
| 9.              | „Nespodobno opravilo‟              | 3:13    |
| 10.             | „...‟                              | 5:44    |
| 11.             | „Stipe‟                            | 2:21    |
| Skupna dolžina: | Skupna dolžina:                    | 44:44   |

## Zasedba

### Siddharta
- Tomi Meglič − vokal, kitara, spremljevalni vokali
- Primož Benko − kitara, spremljevalni vokali
- Boštjan Meglič − bobni, spremljevalni vokali v pesmih Farmer, Lunanai in ...
- Cene Resnik − tenor saksofon, sopran saksofon, spremljevalni vokali v Farmer
- Primož Majerič − bas kitara

### Dodatni glasbeniki
- Tomaž Okroglič Rous − klaviature
- Anders Kallmark − uvodni aranžmaji, klaviature v pesmih Pot v X, L.E., Le mavrica, Nespodobno opravilo in ...